# 431

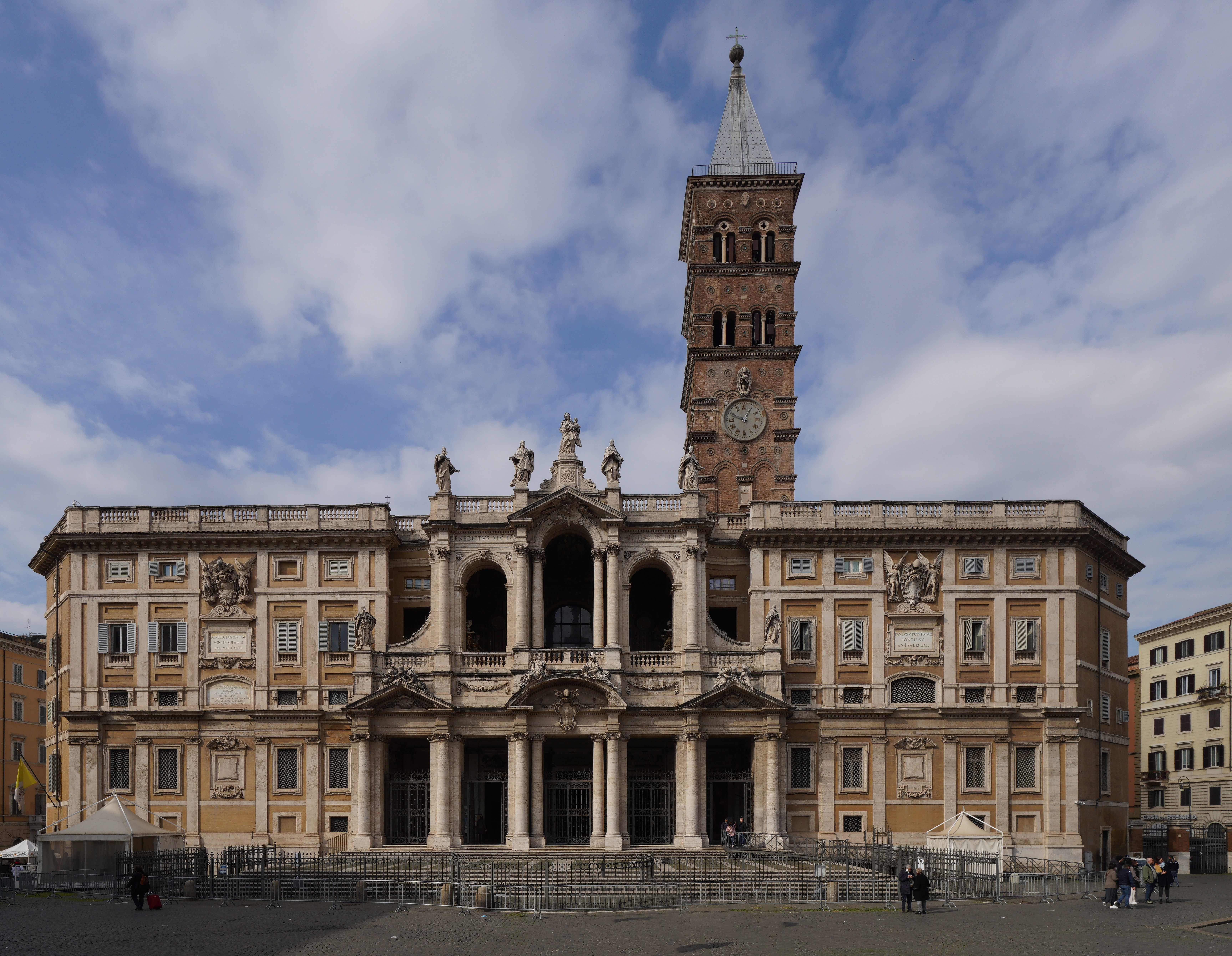
Basiliek van Maria de Meerdere, gebouwd naar aanleiding van het Concilie van Efeze

Het jaar 431 is het 31e jaar in de 5e eeuw volgens de christelijke jaartelling.

## Gebeurtenissen

### Europa
- Aëtius veldtocht in de Alpen: Flavius Aëtius hervat zijn veldtocht in Rhaetia (Zwitserland) en Noricum (Oostenrijk). Hij verovert de stad Vindelicia (huidige Augsburg) en herstelt de Donaugrens.
- Frankische Oorlog (431-432): De Frankische foederati in Noord-Gallië komen in opstand en nemen het Romeinse gebied tot  en met de Somme in bezit.

### Afrika
- De Vandalen onder leiding van koning Geiserik beëindigen na 14 maanden het beleg voor Hippo Regius (waarschijnlijk wegens een epidemie). De havenstad wordt na hongersnood en ziekten verwoest.
- Keizer Theodosius II stuurt een expeditieleger onder bevel van Aspar naar Africa. De Vandalen verslaan bij Carthago het leger en nemen tijdens de gevechten Marcianus (toekomstige keizer) gevangen.

### Religie
- 22 juni - Opening van het Concilie van Efeze, bijeengeroepen door Keizer Theodosius II om het dispuut over de "twee naturenleer" te beslechten. Terwijl de medestanders van Nestorius nog niet zijn gearriveerd, wordt door de partij van Cyrillus van Alexandrië het nestorianisme tot ketterij verklaard.
- 26 juni De verlate komst van Johannes van Antiochië en de Syrische bisschoppen leidde nog tot opkomend verzet onder de nestorianen. Zij organiseren een eigen concilie en excommuniceren op hun beurt Cyrillus.
- juli - Ook de afgevaardigden van de paus komen aan in Ephese. Zij zetten uiteindelijk hun handtekening onder de veroordeling van Nestorius en geven blijk het besluit van 22 juni te willen respecteren.
- Palladius, deken van Auxerre, wordt door paus Celestinus I aangesteld als eerste bisschop van Ierland.

## Geboren
- Sidonius Apollinaris, Romeins schrijver en politicus (overleden 489)

## Overleden
- 22 juni - Paulinus van Nola, bisschop